# Lojze Spacal
Lojze Spacal (Trieste, 15 giugno 1907 – Trieste, 6 maggio 2000) è stato un pittore sloveno, esponente della comunità slovena in Italia.

## Biografia
Lojze Spacal, noto anche come Luigi Spacal, nacque sul Carso triestino, all'epoca parte dell'Impero austro-ungarico, da una famiglia di nazionalità slovena.
Nel 1930 venne arrestato con l'accusa di antifascismo e confinato per qualche tempo ad Accettura, in Basilicata. Qui scoprì la sua vocazione artistica. Nel 1934 si diplomò al liceo artistico di Venezia. Cominciò ad esporre le sue prime opere nel 1937.
Nel 1942 venne nuovamente inviato al confino, questa volta in Abruzzo e, in seguito, assegnato a un battaglione speciale di lavoro a Forte dei Marmi. Ciononostante, riuscì a continuare ad esporre le sue opere tanto che, nel 1944, allestì la sua prima personale. Nel 1948 partecipò per la prima volta alla biennale veneziana.
Nel 1958 vinse il Gran premio internazionale "per un disegnatore e incisore" alla Biennale di Venezia. Nel 1959 ebbe il 2º premio alla Biennale internazionale d'arte grafica di Lubiana. Nel 1974 gli venne conferito il premio Prešeren, massimo riconoscimento artistico sloveno, ed il “San Giusto d'Oro” nel 1977. Nel 1998 gli fu dedicato un museo nel castello di San Daniele del Carso.